# Ящірка (сузір'я)

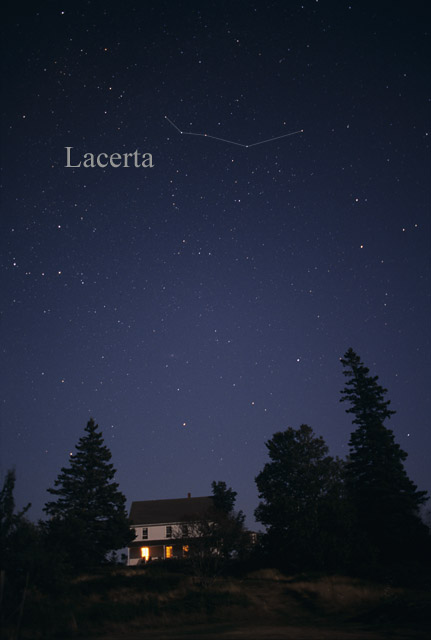
Ящірка неозброєним оком.

Я́щірка (лат. Lacerta) — сузір'я північної півкулі зоряного неба. Містить 63 зорі, видимі неозброєним оком.

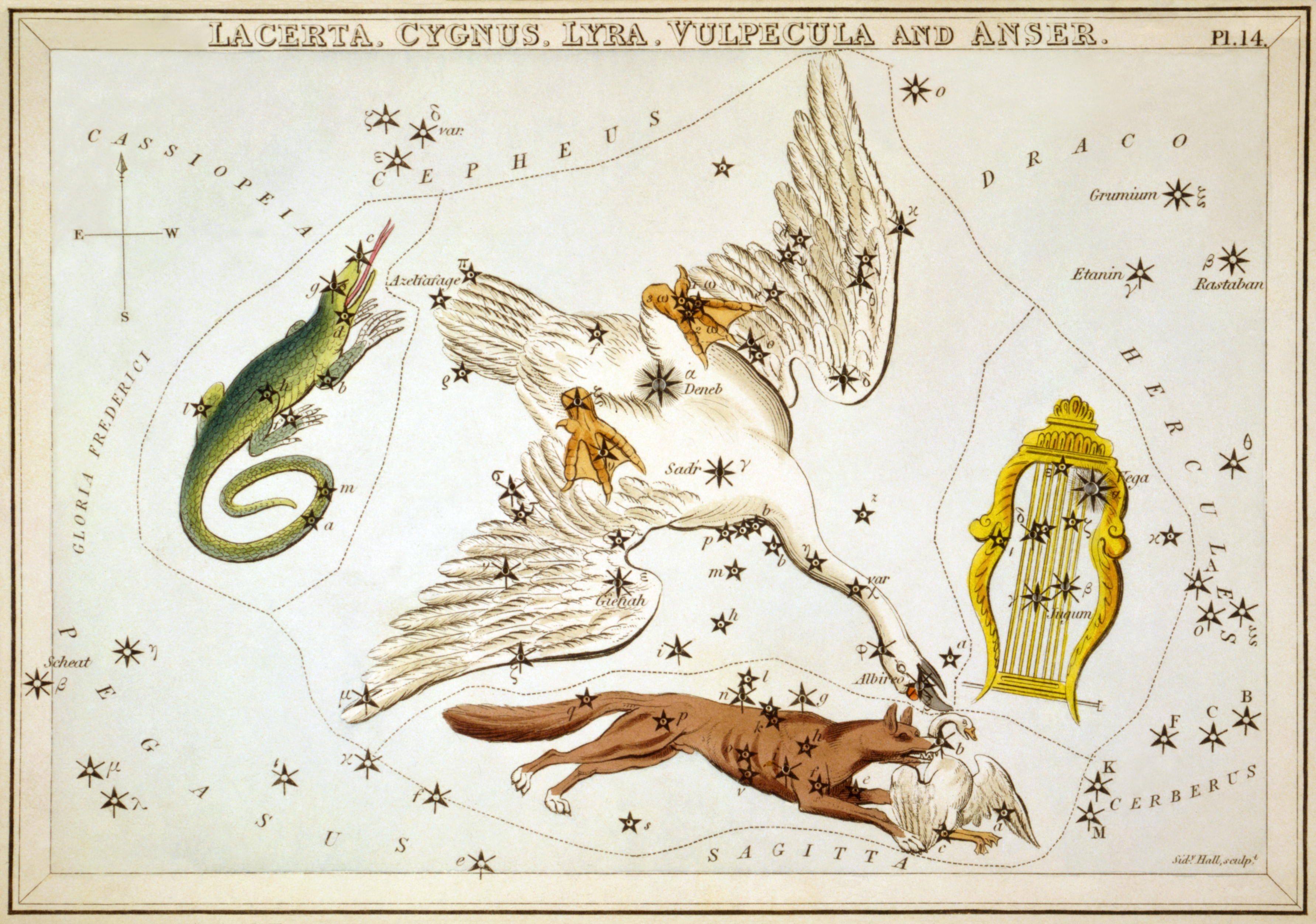
Сузір'я Лебідь, Ящірка, Лисиця з Гускою та Ліра із «Дзеркала Уранії», набору тематичних карток опублікованого у Лондоні, бл. 1825 року.

Нове сузір'я, введене Яном Гевелієм 1690 року в його небесному атласі «Уранографія». Невелику незаповнену, існуючими на той час сузір'ями, ділянку неба він назвав Lacerta sive Stellio на честь виду ящірок родини агамових.